# Hyperstrotia aetheria
Hyperstrotia aetheria är en fjärilsart som beskrevs av Augustus Radcliffe Grote 1879. Hyperstrotia aetheria ingår i släktet Hyperstrotia och familjen nattflyn. Inga underarter finns listade i Catalogue of Life.